# Шталковица
Шталковица (мкд. Шталковица) је насеље у Северној Македонији, у источном делу државе. Шталковица је у саставу општине Пробиштип.

## Географија
Шталковица је смештена у источном делу Северне Македоније. Од најближег града, Пробиштипа, насеље је удаљено 15 km источно.
Насеље Шталковица се налази у историјској области Осогово, на јужним падинама Осоговских планина. Надморска висина насеља је приближно 660 метара. Западно од насеља тече Злетовска река горњим делом свог тока.
Месна клима је умерено континентална.

## Становништво
Шталковица је према последњем попису из 2002. године имала 44 становника.
Претежно становништво у насељу су етнички Македонци (100%).
Већинска вероисповест месног становништва је православље.